# یعقوب شیویاری
یعقوب شیویاری نماینده دوره دهم مجلس شورای اسلامی حوزه انتخابیه میانه است. وی با کسب ۲۳٬۹۱۹ رای از مجموع ۹۴٬۵۶۴ رای درست معادل ۲۵٫۲۹٪ آرا به عنوان نفر دوم حوزه انتخابیه میانه به مجلس شورای اسلامی راه پیدا کند.